# Roeslan Hrysjtsjenko
Roeslan Hrysjtsjenko (Oekraïens: Руслан Грищенко) (Simferopol, 4 februari 1981) is een Oekraïens voormalig wielrenner die in 2015 reed voor Team Lvshan Landscape. Hij begon zijn carrière in 2002 bij Landbouwkrediet-Colnago. Hij reed drie seizoenen voor de Belgische ploeg, en reed sindsdien nog voor enkele kleinere ploegen, waaronder Amore & Vita. Vanaf 2012 tot en met 2015 reed hij in Chinese dienst.

## Belangrijkste overwinningen
2001
Luik-Bastenaken-Luik U23
5e etappe Ronde van Thüringen, U23
Ardense Pijl
 Wereldkampioenschap wielrennen op de weg, Beloften
2002
Ronde van Mendrisiotto
Ardense Pijl
3e etappe Ronde van de Aostavallei
2005
Ronde van Lombardije voor beloften

## Resultaten in voornaamste wedstrijden
| Jaar | Ronde van Italië | Ronde van Frankrijk | Ronde van Spanje |
| ---- | ---------------- | ------------------- | ---------------- |
| 2003 | buiten tijd      |                     |                  |
| 2004 |                  |                     |                  |

| Jaar | Milaan-San Remo | Luik-Bast.‑Luik | Ronde van Lombardije |  | WK op de weg |
| ---- | --------------- | --------------- | -------------------- |  | ------------ |
| 2003 | 169e            | opgave          |                      |  | opgave       |
| 2004 |                 |                 | 61e                  |  |              |

Advejev · Bernucci · Bileka · Cali · Cavagnis · Coudray · De Waele · Hrysjtsjenko · Lievens · Louder · Lucchini · Mattozza · Meirhaeghe · Metloesjenko · Mifune · Popovytsj · Romano · Scamardella · Sørensen · Streel · Van Landeghem · Van Malderghem · Vanhaecke · Vermeersch · Weynants · Anzà (stagiair) · Chadwick (stagiair) · Timosjin (stagiair)
Advejev · Anzà · Bernucci · Bileka · Bracke · Capelle · De Waele · Dierckxsens · Doema · Hrysjtsjenko · Lievens · Lucchini · Metloesjenko · Popovytsj · Scamardella · Steels · Streel · Stremersch · Timosjin · Vaitkus · Van Landeghem · Van Speybroeck · Verstrepen · Weynants · Draux (stagiair) · Monfort (stagiair) · Wijnands (stagiair)
Advejev · Anzà · Bernucci · Bileka · Bracke · Capelle · De Waele · Dierckxsens · Doema · Durand · Gasperoni · Hrysjtsjenko · Lagoetin · Metloesjenko · Monfort · Popovytsj · Sijmens · Steels · Streel · Timosjin · Vaitkus · Van Bondt · Verstrepen · Lebeau (stagiair) · Simon (stagiair) · Van Loocke (stagiair)